# Gran Premi de França de motociclisme
|  | Aquest article tracta sobre velocitat. Si cerqueu informació sobre motocròs, vegeu «Gran Premi de França de Motocròs». |

El Gran Premi de França de motociclisme és un esdeveniment esportiu que es disputa anualment al Circuit Bugatti (després d'haver-se anat alternant al llarg dels anys amb altres circuits, sobretot amb el Paul Ricard), dins del calendari del Campionat del món de motociclisme.
L'antecedent més antic d'aquesta prova ha estat datat sovint el 1913, quan se celebrà a Amiens el Grand Prix de Picardie per a motocicletes. La primera edició amb el nom de Grand Prix de France no fou, però, fins al 1920, any en què es disputaren dues curses amb aquesta denominació: l'una a Fontainebleau al maig i l'altra a Le Mans a l'agost. D'ençà de 1951, l'esdeveniment ha format part gairebé ininterrompudament del calendari del Mundial.
A 12 de maig de 2025

## Noms oficials i patrocinadors
- 1959–1960: Grand Prix de France de Vitesse (sense patrocinador oficial)
- 1962–1964, 1966–1967, 1972, 1974, 1978, 1983, 1985–1992, 1995–1996, 2009: Grand Prix de France (sense patrocinador oficial)[1]
- 1970: Grand Prix de France Motocyclistes (sense patrocinador oficial)[2]
- 1975–1977, 1980–1982, 1984, 1994, 1997–1999: Grand Prix de France Moto (sense patrocinador oficial)[3]
- 2000–2001, 2003–2004: Grand Prix Polini de France (llistat sense patrocinador a la portada fins al 2001)[4][5]
- 2002: Polini Grand Prix de France (llistat sense patrocinador a la portada)
- 2005: Grand Prix Alice de France[6]
- 2006–2008: Alice Grand Prix de France[7]
- 2010–2016: Monster Energy Grand Prix de France[8]
- 2017–2018: HJC Helmets Grand Prix de France[9]
- 2019–2020: Shark Helmets Grand Prix de France[10]
- 2021–2023: Shark Grand Prix de France[11]
- 2024: Michelin Grand Prix de France
- 2025: Michelin Grand Prix of France

## Circuits emprats antigament

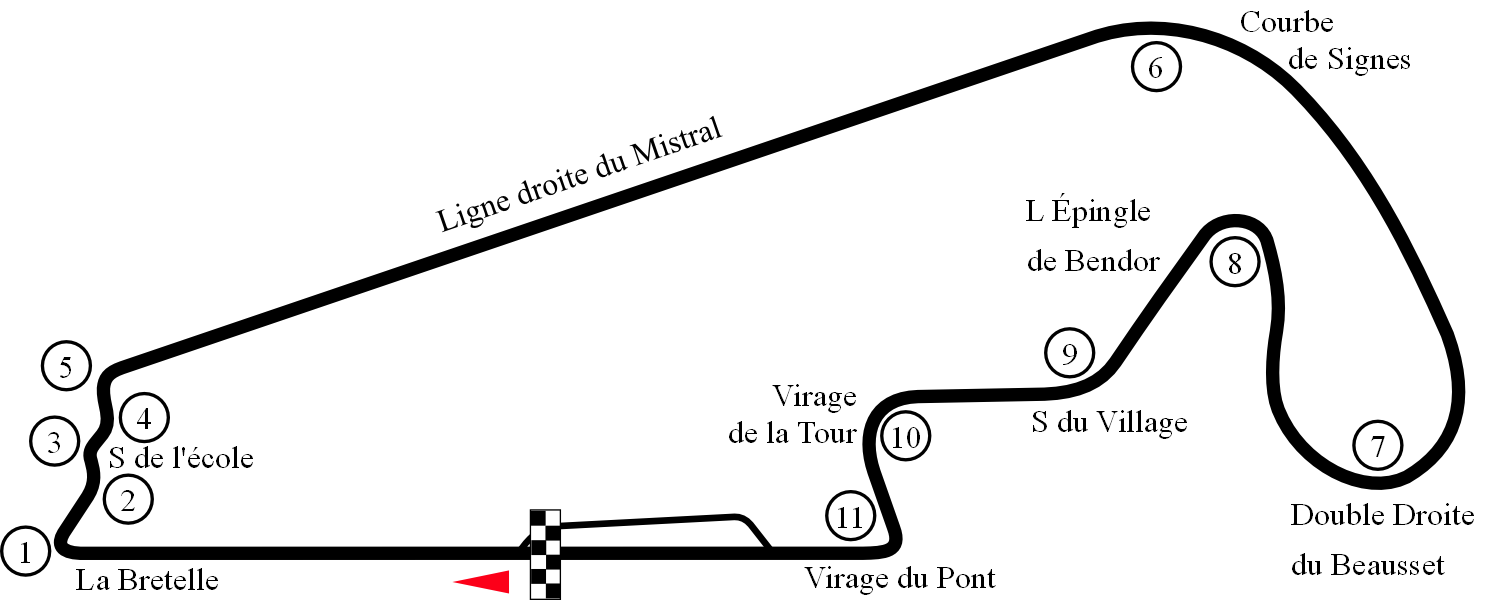
Traçat curt original del Paul Ricard, emprat el 1991, 1996–1999
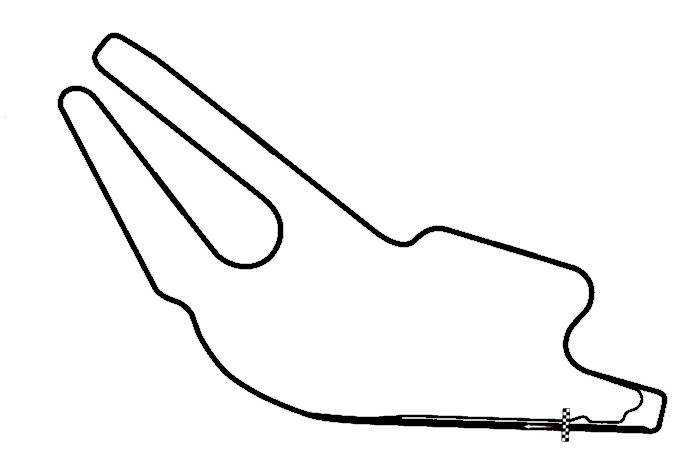
Antic traçat de Le Mans Bugatti, emprat el 1989–1990, 1994–1995
Magny-Cours, emprat el 1992
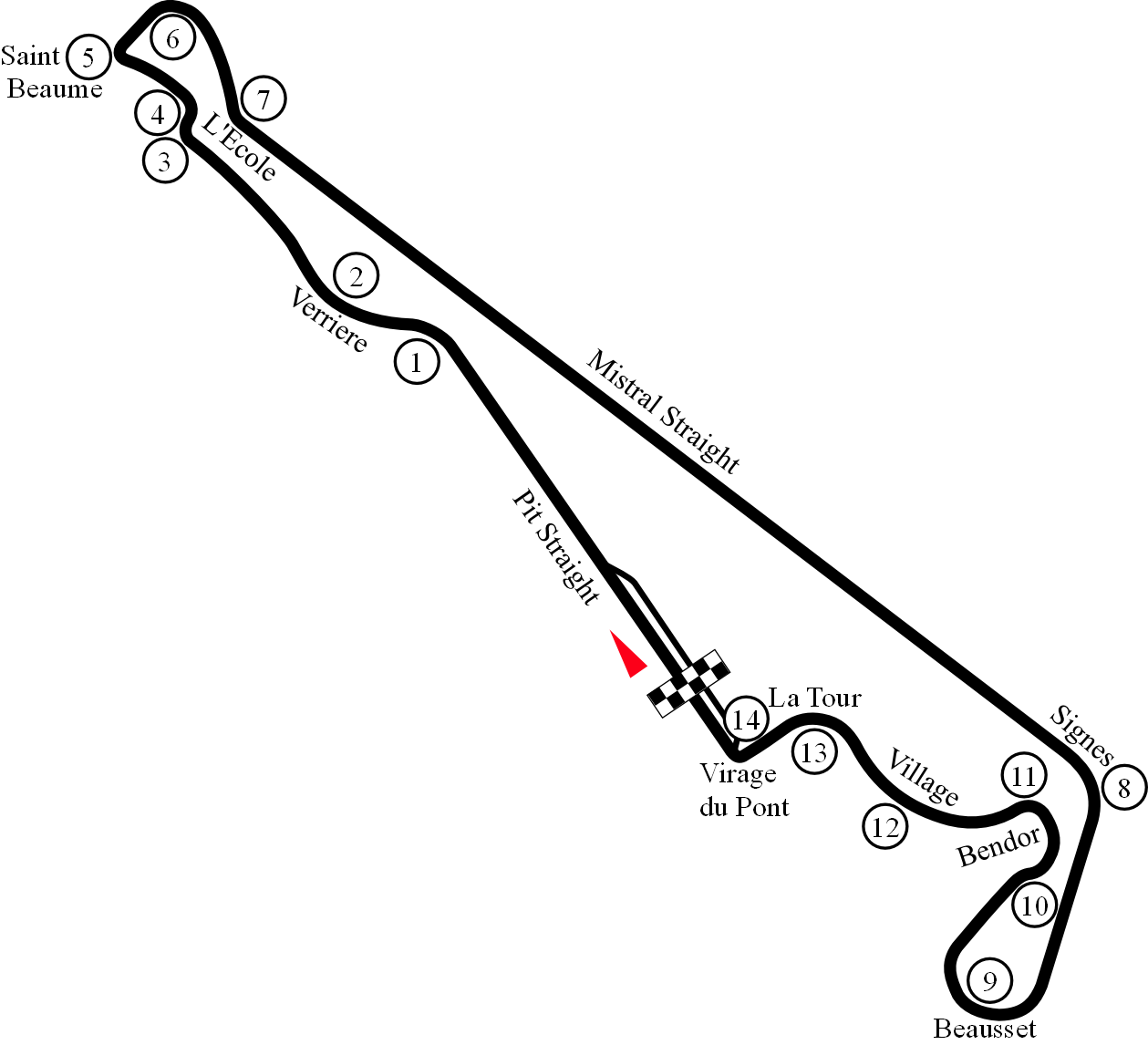
Traçat llarg original del Paul Ricard, emprat el 1973, 1975, 1977, 1980–1981, 1984, 1986, 1988
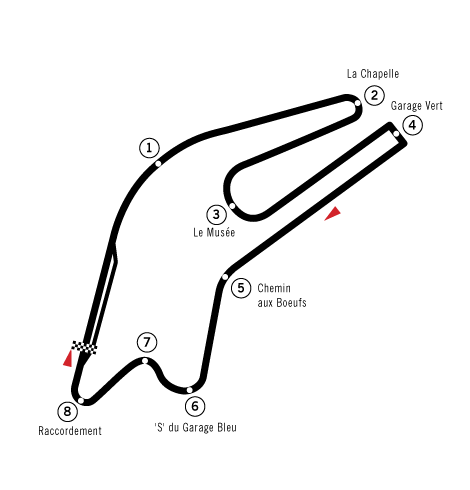
Traçat original de Le Mans Bugatti, emprat el 1969–1970, 1976, 1979, 1983, 1985, 1987
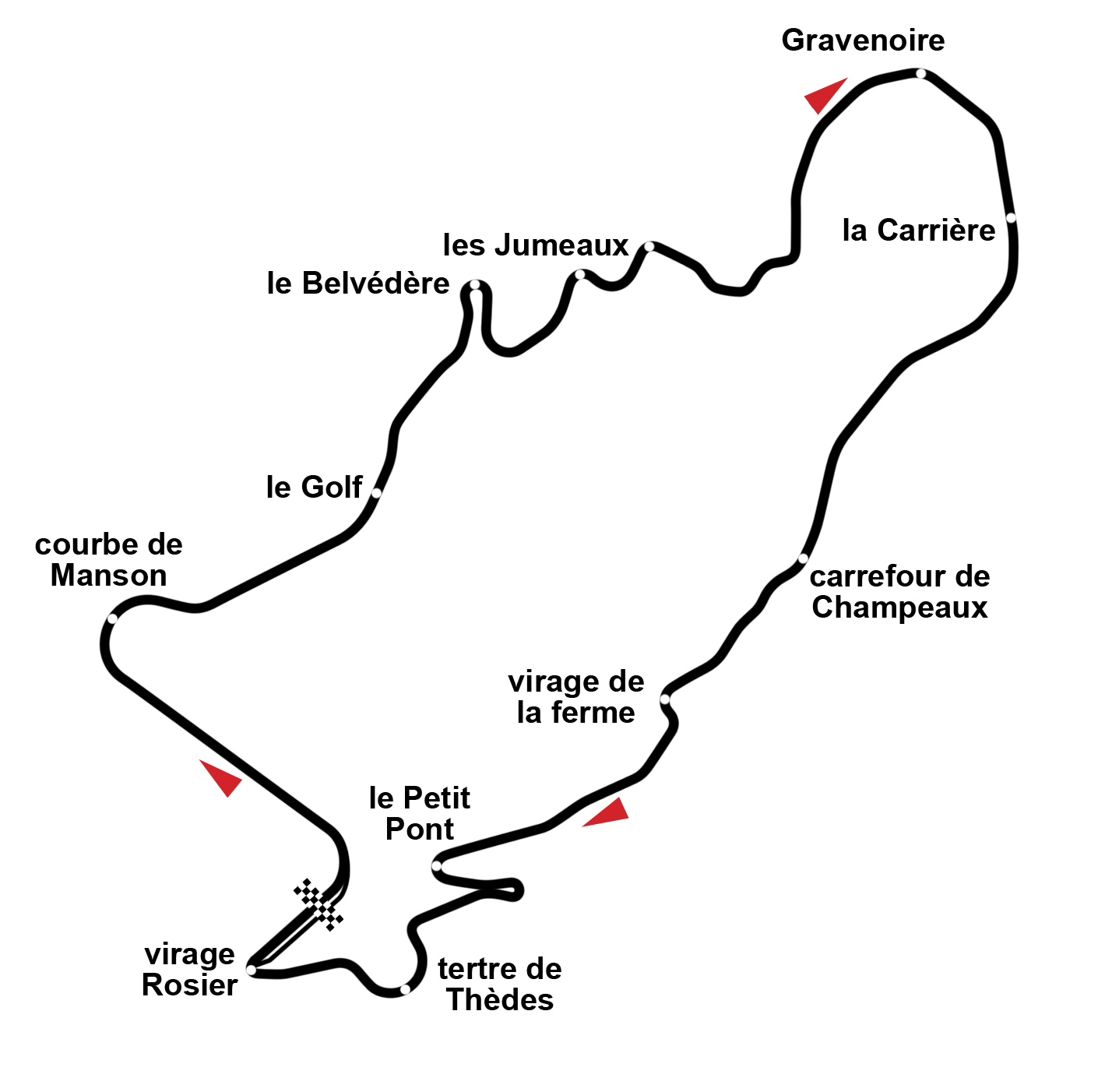
Clermont-Ferrand, emprat el 1959–1964, 1966–1967, 1972, 1974
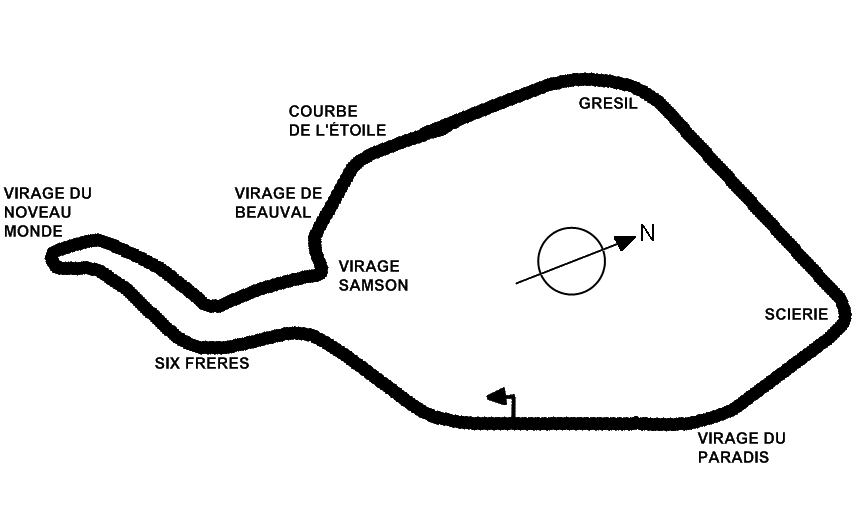
Segon traçat de Rouen, emprat el 1965
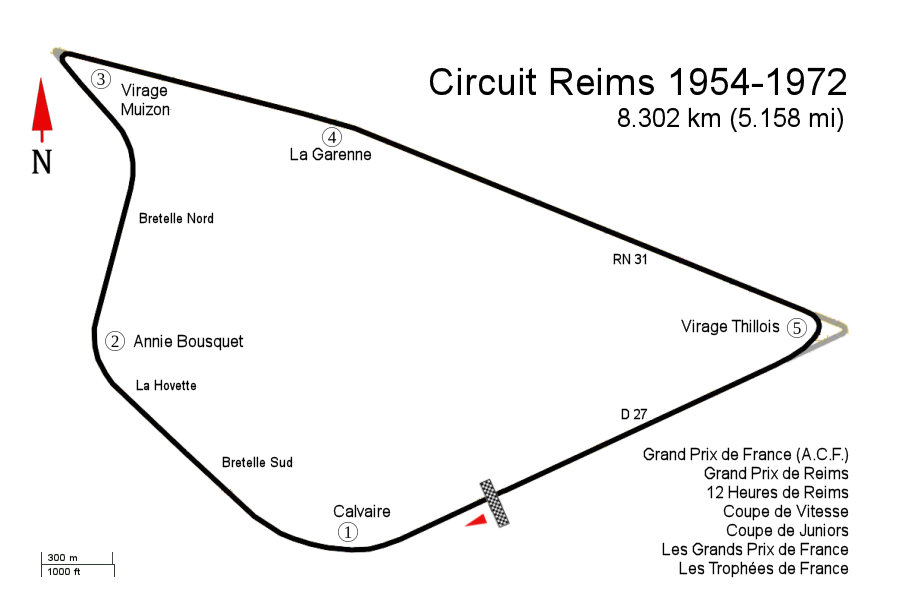
Reims, emprat el 1954–1955
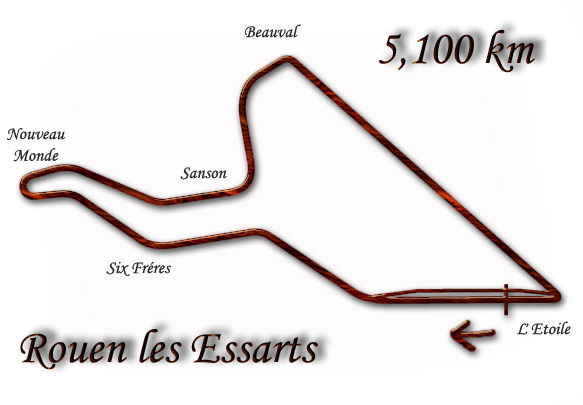
Traçat original de Rouen, emprat el 1953
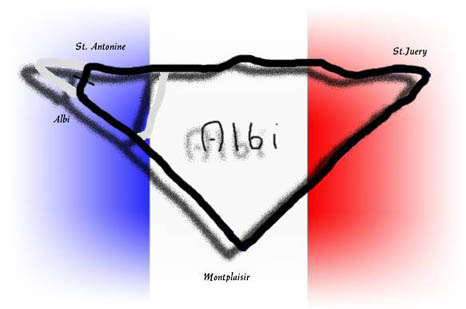
Circuit Les Planques (Albi), emprat el 1951

## Guanyadors múltiples

### Pilots
| # Victòries | Pilot              | Victòries | Victòries                    |
| # Victòries | Pilot              | Categoria | Anys                         |
| ----------- | ------------------ | --------- | ---------------------------- |
| 7           | Giacomo Agostini   | 500cc     | 1969, 1970, 1972, 1975       |
| 7           | Giacomo Agostini   | 350cc     | 1972, 1973, 1974             |
| 6           | Jorge Lorenzo      | MotoGP    | 2009, 2010, 2012, 2015, 2016 |
| 6           | Jorge Lorenzo      | 250cc     | 2007                         |
| 5           | Ángel Nieto        | 125cc     | 1980, 1981, 1984             |
| 5           | Ángel Nieto        | 80cc      | 1985                         |
| 5           | Ángel Nieto        | 50cc      | 1970                         |
| 4           | Phil Read          | 500cc     | 1974                         |
| 4           | Phil Read          | 250cc     | 1964, 1965, 1972             |
| 4           | Freddie Spencer    | 500cc     | 1983, 1984, 1985             |
| 4           | Freddie Spencer    | 250cc     | 1985                         |
| 4           | Mick Doohan        | 500cc     | 1994, 1995, 1996, 1997       |
| 4           | Valentino Rossi    | MotoGP    | 2002, 2005, 2008             |
| 4           | Valentino Rossi    | 125cc     | 1997                         |
| 4           | Dani Pedrosa       | MotoGP    | 2013                         |
| 4           | Dani Pedrosa       | 250cc     | 2004, 2005                   |
| 4           | Dani Pedrosa       | 125cc     | 2003                         |
| 4           | Thomas Lüthi       | Moto2     | 2012, 2015                   |
| 4           | Thomas Lüthi       | 125cc     | 2005, 2006                   |
| 4           | Marc Márquez       | MotoGP    | 2014, 2018, 2019             |
| 4           | Marc Márquez       | Moto2     | 2011                         |
| 3           | Geoff Duke         | 500cc     | 1953, 1955                   |
| 3           | Geoff Duke         | 350cc     | 1951                         |
| 3           | John Surtees       | 500cc     | 1959, 1960                   |
| 3           | John Surtees       | 350cc     | 1959                         |
| 3           | Hugh Anderson      | 125cc     | 1963, 1965                   |
| 3           | Hugh Anderson      | 50cc      | 1964                         |
| 3           | Kent Andersson     | 125cc     | 1973, 1974, 1975             |
| 3           | Barry Sheene       | 500cc     | 1976, 1977, 1979             |
| 3           | Eddie Lawson       | 500cc     | 1986, 1988, 1989             |
| 3           | Àlex Crivillé      | 500cc     | 1998, 1999, 2000             |
| 3           | Maverick Viñales   | MotoGP    | 2017                         |
| 3           | Maverick Viñales   | Moto3     | 2013                         |
| 3           | Maverick Viñales   | 125cc     | 2011                         |
| 2           | Pierre Monneret    | 500cc     | 1954                         |
| 2           | Pierre Monneret    | 350cc     | 1954                         |
| 2           | Gary Hocking       | 500cc     | 1961                         |
| 2           | Gary Hocking       | 350cc     | 1960                         |
| 2           | Tom Phillis        | 250cc     | 1961                         |
| 2           | Tom Phillis        | 125cc     | 1961                         |
| 2           | Mike Hailwood      | 350cc     | 1966                         |
| 2           | Mike Hailwood      | 250cc     | 1966                         |
| 2           | Bill Ivy           | 250cc     | 1967                         |
| 2           | Bill Ivy           | 125cc     | 1967                         |
| 2           | Jarno Saarinen     | 500cc     | 1973                         |
| 2           | Jarno Saarinen     | 250cc     | 1973                         |
| 2           | Johnny Cecotto     | 350cc     | 1975                         |
| 2           | Johnny Cecotto     | 250cc     | 1975                         |
| 2           | Walter Villa       | 350cc     | 1976                         |
| 2           | Walter Villa       | 250cc     | 1976                         |
| 2           | Gregg Hansford     | 350cc     | 1978                         |
| 2           | Gregg Hansford     | 250cc     | 1978                         |
| 2           | Pier Paolo Bianchi | 125cc     | 1977, 1978                   |
| 2           | Jon Ekerold        | 350cc     | 1980                         |
| 2           | Jon Ekerold        | 250cc     | 1977                         |
| 2           | Kenny Roberts      | 500cc     | 1978, 1980                   |
| 2           | Kork Ballington    | 250cc     | 1979, 1980                   |
| 2           | Anton Mang         | 250cc     | 1981, 1984                   |
| 2           | Jorge Martínez     | 125cc     | 1988, 1989                   |
| 2           | Carles Cardús      | 250cc     | 1989, 1990                   |
| 2           | Ezio Gianola       | 125cc     | 1985, 1992                   |
| 2           | Loris Reggiani     | 250cc     | 1991, 1992                   |
| 2           | Wayne Rainey       | 500cc     | 1991, 1992                   |
| 2           | Loris Capirossi    | 250cc     | 1994                         |
| 2           | Loris Capirossi    | 125cc     | 1991                         |
| 2           | Tetsuya Harada     | 250cc     | 1997, 1998                   |
| 2           | Tohru Ukawa        | 250cc     | 1999, 2000                   |
| 2           | Max Biaggi         | 500cc     | 2001                         |
| 2           | Max Biaggi         | 250cc     | 1996                         |
| 2           | Sete Gibernau      | MotoGP    | 2003, 2004                   |
| 2           | Toni Elías         | Moto2     | 2010                         |
| 2           | Toni Elías         | 250cc     | 2003                         |
| 2           | Jack Miller        | MotoGP    | 2021                         |
| 2           | Jack Miller        | Moto3     | 2014                         |
| 2           | Sergio García      | Moto2     | 2024                         |
| 2           | Sergio García      | Moto3     | 2021                         |
| 2           | Nicholas Spinelli  | MotoE     | 2024 Cursa 1, 2024 Cursa 2   |

### Constructors
| # Victòries | Constructor     | Victòries | Victòries                                                                                      |
| # Victòries | Constructor     | Categoria | Anys                                                                                           |
| ----------- | --------------- | --------- | ---------------------------------------------------------------------------------------------- |
| 53          | Honda           | MotoGP    | 2002, 2003, 2004, 2006, 2011, 2013, 2014, 2018, 2019, 2025                                     |
| 53          | Honda           | 500cc     | 1983, 1984, 1985, 1989, 1994, 1995, 1996, 1997, 1998, 1999, 2000                               |
| 53          | Honda           | 350cc     | 1966                                                                                           |
| 53          | Honda           | 250cc     | 1961, 1962, 1966, 1985, 1987, 1988, 1989, 1990, 1994, 1995, 1999, 2000, 2001, 2004, 2005, 2006 |
| 53          | Honda           | Moto3     | 2017, 2019                                                                                     |
| 53          | Honda           | 125cc     | 1961, 1962, 1964, 1990, 1991, 1992, 1994, 1995, 2003, 2004, 2005, 2006                         |
| 53          | Honda           | 50cc      | 1965                                                                                           |
| 40          | Yamaha          | MotoGP    | 2005, 2008, 2009, 2010, 2012, 2015, 2016, 2017                                                 |
| 40          | Yamaha          | 500cc     | 1973, 1975, 1978, 1980, 1986, 1987, 1988, 1991, 1992, 2001                                     |
| 40          | Yamaha          | 350cc     | 1974, 1975, 1977, 1979, 1980                                                                   |
| 40          | Yamaha          | 250cc     | 1964, 1965, 1967, 1970, 1972, 1973, 1975, 1977, 1982, 1983, 1984, 1986                         |
| 40          | Yamaha          | 125cc     | 1967, 1969, 1973, 1974, 1975                                                                   |
| 17          | Aprilia         | 250cc     | 1991, 1992, 1996, 1997, 1998, 2002, 2003, 2007, 2008                                           |
| 17          | Aprilia         | 125cc     | 1996, 1997, 1998, 1999, 2002, 2007, 2009, 2011                                                 |
| 12          | MV Agusta       | 500cc     | 1959, 1960, 1961, 1969, 1970, 1972, 1974                                                       |
| 12          | MV Agusta       | 350cc     | 1959, 1960, 1972, 1973                                                                         |
| 12          | MV Agusta       | 125cc     | 1955                                                                                           |
| 12          | Kalex           | Moto2     | 2013, 2014, 2015, 2016, 2017, 2018, 2019, 2020, 2021, 2022, 2023, 2025                         |
| 11          | Suzuki          | 500cc     | 1976, 1977, 1979, 1981, 1990, 2007                                                             |
| 11          | Suzuki          | 125cc     | 1963, 1965, 1970                                                                               |
| 11          | Suzuki          | 50cc      | 1964, 1967                                                                                     |
| 11          | Ducati          | MotoGP    | 2020, 2021, 2022, 2023, 2024                                                                   |
| 11          | Ducati          | MotoE     | 2023 Cursa 1, 2023 Cursa 2, 2024 Cursa 1, 2024 Cursa 2, 2025 Cursa 1, 2025 Cursa 2             |
| 9           | KTM             | Moto3     | 2013, 2014, 2015, 2016, 2018, 2020, 2022, 2023, 2025                                           |
| 7           | Derbi           | 125cc     | 1988, 1989, 2000, 2008, 2010                                                                   |
| 7           | Derbi           | 80cc      | 1985                                                                                           |
| 7           | Derbi           | 50cc      | 1970                                                                                           |
| 6           | Kawasaki        | 350cc     | 1978, 1982                                                                                     |
| 6           | Kawasaki        | 250cc     | 1978, 1979, 1980, 1981                                                                         |
| 6           | Gilera          | 500cc     | 1951, 1953, 1954, 1955                                                                         |
| 6           | Gilera          | 250cc     | 2009                                                                                           |
| 6           | Gilera          | 125cc     | 2001                                                                                           |
| 5           | Kreidler        | 50cc      | 1962, 1963, 1969, 1976, 1979                                                                   |
| 4           | Morbidelli      | 125cc     | 1972, 1977, 1982, 1983                                                                         |
| 4           | Garelli         | 125cc     | 1984, 1985, 1986, 1987                                                                         |
| 3           | Moto Guzzi      | 350cc     | 1953, 1955                                                                                     |
| 3           | Moto Guzzi      | 250cc     | 1951                                                                                           |
| 3           | Minarelli       | 125cc     | 1978, 1980, 1981                                                                               |
| 2           | Harley-Davidson | 350cc     | 1976                                                                                           |
| 2           | Harley-Davidson | 250cc     | 1976                                                                                           |
| 2           | Suter           | Moto2     | 2011, 2012                                                                                     |

## Guanyadors per any

### Del 1986 a l'actualitat
| Any  | Circuit | MotoE             | MotoE              | Moto3              | Moto2             | MotoGP          | Detalls |
| Any  | Circuit | Cursa 1           | Cursa 2            | Moto3              | Moto2             | MotoGP          | Detalls |
| ---- | ------- | ----------------- | ------------------ | ------------------ | ----------------- | --------------- | ------- |
| 2025 | Le Mans | Óscar Gutiérrez   | Mattia Casadei     | José Antonio Rueda | Manuel González   | Johann Zarco    | Detalls |
| 2024 | Le Mans | Nicholas Spinelli | Nicholas Spinelli  | David Alonso       | Sergio García     | Jorge Martín    | Detalls |
| 2023 | Le Mans | Jordi Torres      | Matteo Ferrari     | Daniel Holgado     | Tony Arbolino     | Marco Bezzecchi | Detalls |
| 2022 | Le Mans | Mattia Casadei    | Dominique Aegerter | Jaume Masiá        | Augusto Fernández | Enea Bastianini | Detalls |
| 2021 | Le Mans | Eric Granado      | -                  | Sergio García      | Raúl Fernández    | Jack Miller     | Detalls |
| 2020 | Le Mans | Jordi Torres      | Niki Tuuli         | Celestino Vietti   | Sam Lowes         | Danilo Petrucci | Detalls |

| Any  | Circuit     | Moto3                | Moto2             | MotoGP           | Detalls |
| ---- | ----------- | -------------------- | ----------------- | ---------------- | ------- |
| 2019 | Le Mans     | John McPhee          | Àlex Márquez      | Marc Márquez     | Detalls |
| 2018 | Le Mans     | Albert Arenas        | Francesco Bagnaia | Marc Márquez     | Detalls |
| 2017 | Le Mans     | Joan Mir             | Franco Morbidelli | Maverick Viñales | Detalls |
| 2016 | Le Mans     | Brad Binder          | Àlex Rins         | Jorge Lorenzo    | Detalls |
| 2015 | Le Mans     | Romano Fenati        | Thomas Lüthi      | Jorge Lorenzo    | Detalls |
| 2014 | Le Mans     | Jack Miller          | Mika Kallio       | Marc Márquez     | Detalls |
| 2013 | Le Mans     | Maverick Viñales     | Scott Redding     | Dani Pedrosa     | Detalls |
| 2012 | Le Mans     | Louis Rossi          | Thomas Lüthi      | Jorge Lorenzo    | Detalls |
|      |             | 125 cc               | Moto2             | MotoGP           |         |
| 2011 | Le Mans     | Maverick Viñales     | Marc Márquez      | Casey Stoner     | Detalls |
| 2010 | Le Mans     | Pol Espargaró        | Toni Elías        | Jorge Lorenzo    | Detalls |
|      |             | 125 cc               | 250 cc            | MotoGP           |         |
| 2009 | Le Mans     | Julián Simón         | Marco Simoncelli  | Jorge Lorenzo    | Detalls |
| 2008 | Le Mans     | Mike di Meglio       | Àlex Debón        | Valentino Rossi  | Detalls |
| 2007 | Le Mans     | Sergio Gadea         | Jorge Lorenzo     | Chris Vermeulen  | Detalls |
| 2006 | Le Mans     | Thomas Lüthi         | Yuki Takahashi    | Marco Melandri   | Detalls |
| 2005 | Le Mans     | Thomas Lüthi         | Daniel Pedrosa    | Valentino Rossi  | Detalls |
| 2004 | Le Mans     | Andrea Dovizioso     | Daniel Pedrosa    | Sete Gibernau    | Detalls |
| 2003 | Le Mans     | Daniel Pedrosa       | Toni Elías        | Sete Gibernau    | Detalls |
| 2002 | Le Mans     | Lucio Cecchinello    | Fonsi Nieto       | Valentino Rossi  | Detalls |
|      |             | 125 cc               | 250 cc            | 500 cc           |         |
| 2001 | Le Mans     | Manuel Poggiali      | Daijiro Kato      | Max Biaggi       | Detalls |
| 2000 | Le Mans     | Youichi Ui           | Tohru Ukawa       | Àlex Crivillé    | Detalls |
| 1999 | Paul Ricard | Roberto Locatelli    | Tohru Ukawa       | Àlex Crivillé    | Detalls |
| 1998 | Paul Ricard | Kazuto Sakata        | Tetsuya Harada    | Àlex Crivillé    | Detalls |
| 1997 | Paul Ricard | Valentino Rossi      | Tetsuya Harada    | Mick Doohan      | Detalls |
| 1996 | Paul Ricard | Stefano Perugini     | Max Biaggi        | Mick Doohan      | Detalls |
| 1995 | Le Mans     | Haruchika Aoki       | Ralf Waldmann     | Mick Doohan      | Detalls |
| 1994 | Le Mans     | Noboru Ueda          | Loris Capirossi   | Mick Doohan      | Detalls |
| 1992 | Magny-Cours | Ezio Gianola         | Loris Reggiani    | Wayne Rainey     | Detalls |
| 1991 | Paul Ricard | Loris Capirossi      | Loris Reggiani    | Wayne Rainey     | Detalls |
| 1990 | Le Mans     | Hans Spaan           | Carles Cardús     | Kevin Schwantz   | Detalls |
| 1989 | Le Mans     | Jorge Martínez Aspar | Carles Cardús     | Eddie Lawson     | Detalls |
| 1988 | Paul Ricard | Jorge Martínez Aspar | Jacques Cornu     | Eddie Lawson     | Detalls |
| 1987 | Le Mans     | Fausto Gresini       | Reinhold Roth     | Randy Mamola     | Detalls |
| 1986 | Paul Ricard | Luca Cadalora        | Carlos Lavado     | Eddie Lawson     | Detalls |

### Del 1949 al 1985
| Any  | Circuit     | 80 cc             | 125 cc        | 250 cc          | 500 cc          | Detalls |
| ---- | ----------- | ----------------- | ------------- | --------------- | --------------- | ------- |
| 1985 | Le Mans     | Ángel Nieto       | Ezio Gianola  | Freddie Spencer | Freddie Spencer | Detalls |
| 1984 | Paul Ricard |                   | Ángel Nieto   | Anton Mang      | Freddie Spencer | Detalls |
|      |             | 50 cc             | 125 cc        | 250 cc          | 500 cc          |         |
| 1983 | Le Mans     | Stefan Dörflinger | Ricardo Tormo | Alan Carter     | Freddie Spencer | Detalls |

| Any  | Circuit     | 50 cc                | 125 cc              | 250 cc               | 350 cc              | 500 cc            | Detalls |
| ---- | ----------- | -------------------- | ------------------- | -------------------- | ------------------- | ----------------- | ------- |
| 1982 | Nogaro      |                      | Jean-Claude Selini  | Jean-Louis Tournadre | Jean-François Baldé | Michel Frutschi   | Detalls |
| 1981 | Paul Ricard |                      | Angel Nieto         | Anton Mang           |                     | Marco Lucchinelli | Detalls |
| 1980 | Paul Ricard |                      | Angel Nieto         | Kork Ballington      | Jon Ekerold         | Kenny Roberts     | Detalls |
| 1979 | Le Mans     | Eugenio Lazzarini    | Guy Bertin          | Kork Ballington      | Patrick Fernandez   | Barry Sheene      | Detalls |
| 1978 | Nogaro      |                      | Pier Paolo Bianchi  | Gregg Hansford       | Gregg Hansford      | Kenny Roberts     | Detalls |
| 1977 | Paul Ricard |                      | Pier Paolo Bianchi  | Jon Ekerold          | Takazumi Katayama   | Barry Sheene      | Detalls |
| 1976 | Le Mans     | Herbert Rittberger   |                     | Walter Villa         | Walter Villa        | Barry Sheene      | Detalls |
| 1975 | Paul Ricard |                      | Kent Andersson      | Johnny Cecotto       | Johnny Cecotto      | Giacomo Agostini  | Detalls |
| 1974 | Charade     | Henk van Kessel      | Kent Andersson      |                      | Giacomo Agostini    | Phil Read         | Detalls |
| 1973 | Paul Ricard |                      | Kent Andersson      | Jarno Saarinen       | Giacomo Agostini    | Jarno Saarinen    | Detalls |
| 1972 | Charade     |                      | Gilberto Parlotti   | Phil Read            | Giacomo Agostini    | Giacomo Agostini  | Detalls |
| 1970 | Le Mans     | Angel Nieto          | Dieter Braun        | Rodney Gould         |                     | Giacomo Agostini  | Detalls |
| 1969 | Le Mans     | Aalt Toersen         | Jean Auréal         | Santiago Herrero     |                     | Giacomo Agostini  | Detalls |
| 1967 | Charade     | Yoshimi Katayama     | Bill Ivy            | Bill Ivy             |                     |                   | Detalls |
| 1966 | Charade     |                      |                     | Mike Hailwood        | Mike Hailwood       |                   | Detalls |
| 1965 | Rouen       | Ralph Bryans         | Hugh Anderson       | Phil Read            |                     |                   | Detalls |
| 1964 | Charade     | Hugh Anderson        | Luigi Taveri        | Phil Read            |                     |                   | Detalls |
| 1963 | Charade     | Hans-Georg Anscheidt | Hugh Anderson       |                      |                     |                   | Detalls |
| 1962 | Charade     | Jan Huberts          | Kunimitsu Takahashi | Jim Redman           |                     |                   | Detalls |

| Any  | Circuit      | 125 cc           | 250 cc          | 350 cc          | 500 cc          | Detalls |
| ---- | ------------ | ---------------- | --------------- | --------------- | --------------- | ------- |
| 1961 | Charade      | Tom Phillis      | Tom Phillis     |                 | Gary Hocking    | Detalls |
| 1960 | Charade      |                  |                 | Gary Hocking    | John Surtees    | Detalls |
| 1959 | Charade      |                  |                 | John Surtees    | John Surtees    | Detalls |
| 1958 | Pau          |                  |                 | Jacques Collot  | Jacques Collot  | Detalls |
| 1955 | Reims        | Carlo Ubbiali    |                 | Duilio Agostini | Geoff Duke      | Detalls |
| 1954 | Reims        |                  | Werner Haas     | Pierre Monneret | Pierre Monneret | Detalls |
| 1953 | Rouen        |                  |                 | Fergus Anderson | Geoff Duke      | Detalls |
|      |              | 175 cc           | 250 cc          | 350 cc          | 500 cc          |         |
| 1952 | Albi         | Georges Burgraff | Fergus Anderson | Jack Brett      | Jack Brett      | Detalls |
| 1951 | Albi         |                  | Bruno Ruffo     | Geoff Duke      | Alfredo Milani  | Detalls |
| 1949 | Sent Gaudenç |                  | Fergus Anderson | David Whitworth | Leslie Graham   | Detalls |